# Palazzo dei Normanni
Palazzo dei Normanni – pałac w Palermo, we Włoszech. Był siedzibą królów Sycylii. 
Budowa pałacu rozpoczęła się w IX wieku przez emira Palermo. Został rozbudowany w XII wieku przez Rogera II i innych normańskich królów. 
W pałacu znajduje się Cappella Palatina, zdecydowanie najlepszy przykład tzw. normańsko-arabsko-bizantyjskiej sztuki, która dominowała w XII wieku na Sycylii. Zbudowana pomiędzy 1130 a 1143 posiada trzy nawy rozdzielone marmurowymi kolumnami korynckimi, zakończone trzema apsydami. W latach 1143–1189 została ozdobiona bizantyjskimi mozaikami. 
Większa część pałacu została przebudowana w czasie panowania hiszpańskiego, ale zachowały się prace wykonane za rządów Rogera w sali o nazwie Sala Normanna.
Od roku 1946 pałac jest siedzibą Sycylijskiego Zgromadzenia Regionalnego.